# Tor-Klasse
Die Tor-Klasse ist eine ehemalige Klasse von Küstenmotorschiffen der Reederei Erwin Strahlmann in Brunsbüttel.

## Geschichte
Die vier Einheiten der Klasse wurden zwischen 1988 und 1990 auf portugiesischen Werften für die Reederei Portline Transportes Maritimos Internacionais aus Lissabon gebaut. Die ersten drei Schiffe entstanden auf der Werft Estaleiros Navais de Viana do Castelo in Viana do Castelo, das vierte Schiff auf der Werft Estaleiros Navais do Mondego in Figueira da Foz. Die Schiffe zählen zu einer größeren Serie dieses Bautyps, die auf den beiden Bauwerften für verschiedene Reedereien entstand.
2004 und 2005 kamen alle vier Schiffe zur Reederei Erwin Strahlmann in Brunsbüttel. Hier erhielten sie auf „-tor“ endende Namen und bildeten so die Tor-Klasse. 2020 und 2021 wurden die Schiffe verkauft.

## Beschreibung
Die Schiffe werden von einem Dieselmotor des Herstellers MAN B&W (Typ: 8L23/30) mit 1080 kW Leistung angetrieben. Der Motor wirkt über ein Untersetzungsgetriebe auf einen Verstellpropeller. Für die Stromerzeugung stehen zwei Cummins-Generatoren (Typ: 6CT8.3G) mit jeweils 120 kW Leistung sowie ein Wellengenerator mit 215 kW Leistung zur Verfügung. Zusätzlich wurde ein Hafen- und Notgenerator von Cummins (Typ: 6BT5.9G) verbaut. Die Schiffe sind mit einem elektrisch betriebenen Bugstrahlruder ausgestattet.
Das Deckshaus befindet sich achtern. Vor dem Deckshaus befindet sich der Laderaum. Luke und Laderaum sind 57,40 m lang und 10,20 m breit. Die Höhe des Raums beträgt rund 8 m. Der Laderaum ist bis auf den vorderen Bereich, in dem er sich auf 11 m Länge auf 5,10 m verjüngt, boxenförmig. Er ist 4530 m³ groß und wird mit hydraulisch betriebenen Faltlukendeckeln verschlossen.
Die Schiffe sind mit zwei Schotten ausgerüstet. Die Tankdecke kann mit 10 t/m², die Lukendeckel mit 1,5 t/m² belastet werden.
Die beiden Schiffsmasten können zur Unterquerung von Brücken geklappt werden.

## Schiffe
| Tor-Klasse | Tor-Klasse  | Tor-Klasse | Tor-Klasse                                      | Tor-Klasse                                                              |
| Bauname    | Baunummer   | IMO-Nummer | Kiellegung Stapellauf Ablieferung               | Spätere Namen und Verbleib                                              |
| ---------- | ----------- | ---------- | ----------------------------------------------- | ----------------------------------------------------------------------- |
| Port Lima  | Viana/150   | 8801113    | 11. Juli 1988 1. Januar 1989 31. März 1989      | 1993 Mellum, 1994 Lady Linda, 2004 Burgtor, 2021 Wings, 2023: Lady Mina |
| Port Vouga | Viana/151   | 8801125    | 29. November 1988 1. März 1989 15. Juni 1989    | 1993 Borkum, 1994 Lady Greta, 2004 Holstentor, 2021 Salar               |
| Port Faro  | Viana/153   | 8818075    | 30. Juni 1989 1. November 1989 22. Februar 1990 | 1993 Baltrum, 1995 Lady Clara, 2005 Elbetor, 2020 Gulf Wind             |
| Port Foz   | Mondego/220 | 8817409    | 1. März 1989 1. Juni 1990 9. Oktober 1990       | 1993 Rottum, 1994 Lady Lisa, 2005 Krempertor, 2020: Gulf Sky            |

Die Schiffe fahren unter der Flagge von Antigua und Barbuda mit Heimathafen St. John’s.